# Witalij Krywoszejin
Witalij Krywoszejin (ukr. Віталій Володимирович Кривошеїн: ur. 17 śierpnia 1970) – ukraiński politolog, doktor nauk politycznych, profesor Narodowego Uniwersytetu Dnipropietrowskiego.
Ukończył Narodowy Uniwersytet Dnipropietrowski w 1996. W 2003 otrzymał stopień kandydata nauk, a w 2010 doktora nauk politycznych. Z 2005 jest zastępcą dekana fakultetu socialno-humanitarnego.
Witalij Krywoszejin wydał ponad sto prac w politologii. Zainteresowania naukowe: metodologia nauky politycznej, ryzyk polityczny, kryza polityczna.